# Klarynowo
Klarynowo – osada w Polsce położona w województwie kujawsko-pomorskim, w powiecie sępoleńskim, w gminie Więcbork.
W latach 1975–1998 miejscowość administracyjnie należała do województwa bydgoskiego. Według Narodowego Spisu Powszechnego (III 2011 r.) liczyła 129 mieszkańców. Jest piętnastą co do wielkości miejscowością gminy Więcbork.